# Рубчакова Катерина Андріївна
Катери́на Андрі́ївна Рубчако́ва (Рубча́к; дошлюбне Ко́ссак; 29 квітня 1881, м. Чортків — 22 листопада 1919, с. Зіньківці) — видатна українська акторка універсального перевтілення і співачка в ліричному сопрано. «Примадонна» театру Галичини.

## Життєпис
Народилася в сім'ї дяка, самодіяльного диригента міського хору Андрія Коссака (1850—1917), сина коваля і ткача Івана Коссака з села Біла поблизу Чорткова, та його дружини Розалії Григорівної Федорович (1856—1923), доньки селян з Вигнанки.
Навчалася в міській школі у Чорткові, тут вперше виступала в хорі. Сценічну діяльність починала під керівництвом Степана Яновича та Костя Підвисоцького. Навчалася в музично-драматичній студії при театрі під керівництвом Йосипа Стадника, співу — в С. Козловської (1901—1902).
У 1886—1914 роках у театрі товариства «Руська Бесіда» ві Львові (1917—1918 — директор), у 1916—1918 очолювала трупу Стрілецького Театру.
У 1918—1919 роках грала в Українському театрі Миколи Бенцаля у м. Тернопіль; від 1919 — в Чернівецькому українському драматичному театрі та Новому Львівському театрі, які гастролювали в містах Галичини, Буковини, Поділля (Тернопіль, Борщів, Копичинці та інші).
На сцені виступала з Амвросієм Бучмою, Марією Заньковецькою, Мар'яном Крушельницьким, Лесем Курбасом, Антоніною Осиповичевою, Миколою Садовським, Василем і Ганною Юрчаками й іншими.

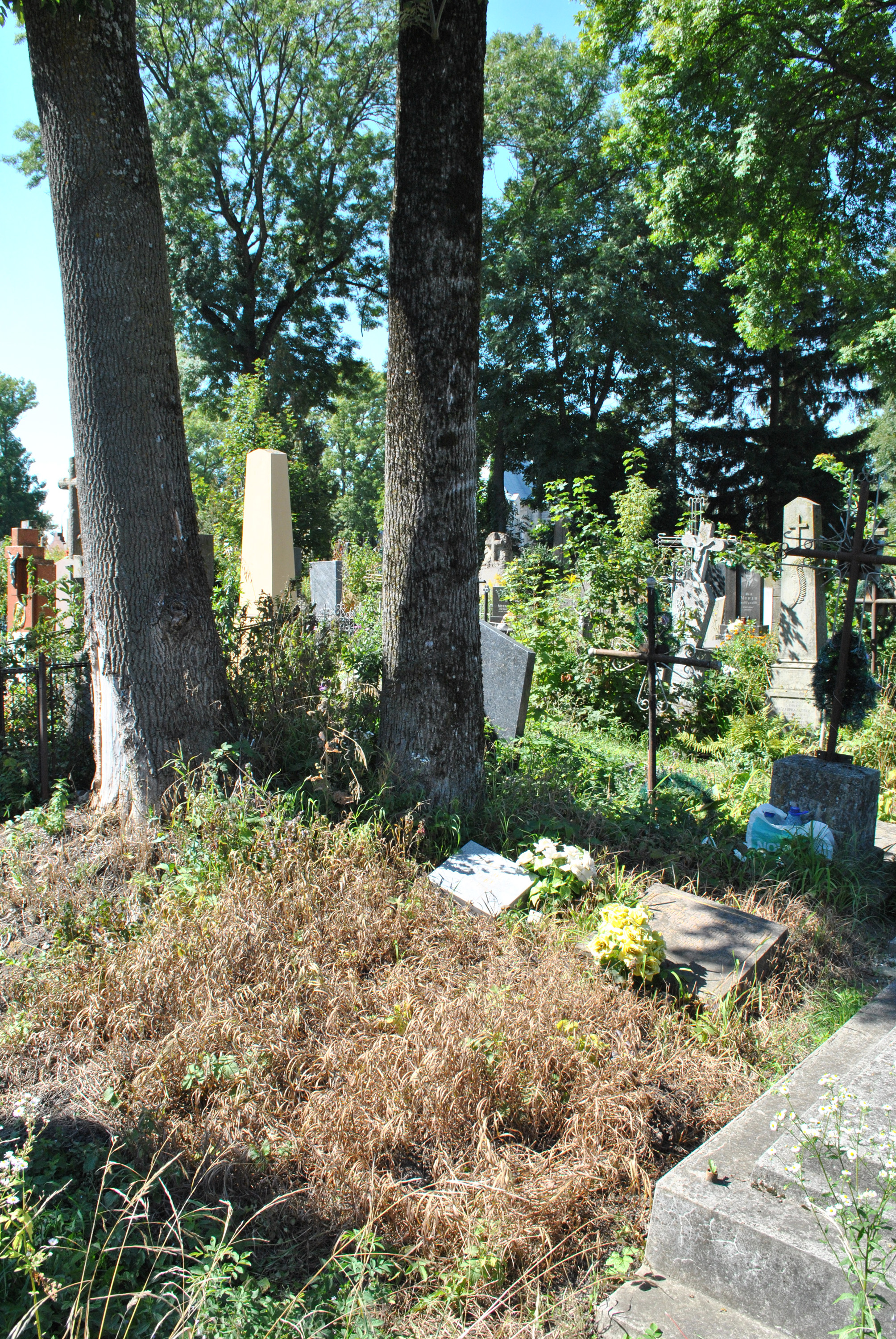
Могили артисток Теодозії Бенцалевої та Катерини Рубчакової на Микулинецькому цвинтарі

Померла 22 листопада 1919 року в Зінківцях (від тифу, біля Кам'янця Подільського). Була похована на передміському кладовищі Кам'янця Подільського, яке наприкінці 1950-х роках ліквідували. Перепохована на Микулинецькому цвинтарі Тернополя 1958 року стараннями доньки Ольги.

### Родина
Катерина Рубчакова — сестра Антоніни Дякової, Василя і Михайла Коссаків, М. Костів-Коссаківни.
28 січня 1899 в Рогатині одружилася зі співаком Іваном Рубчаком. мати акторок Ярослави, Ольги і Надії Рубчаківних, теща Гната Юри.

## Ролі
Зіграла 79 драматичних ролей, 18 партій в операх і 27 в оперетах.
- Партії в операх:
  - Оксана («Запорожець за Дунаєм» С. Гулака-Артемовського),
  - Катерина і Галька (в однойменних операх М. Аркаса і С. Монюшка),
  - Дідова («Еней на мандрівці» Я. Лопатинського),
  - Маргарита («Фавст» Ґуно),
  - Маженка («Продана наречена» Б. Сметани),
  - Батерфляй («Мадам Батерфляй» Пуччіні) та інші.
- Партії в оперетах:
  - Ольга («Підгіряни» М. Вербицького),
  - Зоріка («Циганська любов» Ф. Леґара),
  - Арсена («Циганський барон» Й. Штрауса) та інші.
- У побутових мелодрамах:
  - Аза, Маруся, Маруся Богуславка («Циганка Аза», «Ой, не ходи Грицю», «Маруся Богуславка» М. Старицького),
  - Ярина («Невольник» М. Кропивницького),
  - Галя («Назар Стодоля» Т. Шевченка) та інші.
- У психологічних драмах:
  - Рита («Чорна Пантера і Білий Медвідь» В. Винниченка),
  - Анна («Украдене щастя» І. Франка),
  - Тетяна («Міщани» М. Ґорького),
  - Маша («Живий груп» Л. Толстого) та інші.

Про її виконання ролі Рити у Винниченковій драмі режисер Степан Чарнецький писав: «На перший план вибилася між виконавцями Рубчакова, яка, відтворюючи Чорну Пантеру, була особливо в II дії просто знаменита...».
Катерина Рубчак відома також як камерна співачка. Її сценічному виконанню притаманні глибока емоційність і драматизм. У концертному репертуарі — вокальні твори М. Лисенка, В. Матюка, народні пісні й на вірші Т. Шевченка, Лесі Українки, І. Франка та інші. Пісні у її виконанні записані на платівки.

## Вшанування пам'яті
- У 1981 році за рішенням ЮНЕСКО відзначалося 100-річчя від дня народження Катерини Рубчакової.
- У 1989 в Києві вийшла книжка Петра Медведика «Катерина Рубчакова».
- Портрети Рубчакової створили Любомир Медвідь і Ярослав Омелян.
- У 1991 році в Чорткові споруджено пам'ятник (скульптор Дмитро Стецько); тут її ім'ям названо Народний дім, а в Чортківському краєзнавчому музеї діє постійна виставка.
- 19 лютого 2015 року в місті Хмельницький з'явилися вулиця і провулок Катерини Рубчакової.